# ハロー!!ジャンボサタデー
ハロー!!ジャンボサタデーは、BSNラジオ（新潟放送）で、1970年10月10日から2003年3月29日に放送していたラジオ番組。同局初のラジオワイド番組で毎週土曜13:00-17:00に生放送されていた。

## 主なコーナー
- 長鳴き鶏
- おしりを当てて - リスナー参加型コーナー。スナッピーの訪問先でしりとり。最後に言った言葉をだけが秘密。リスナーはこれを予想する。的中者が複数の場合抽選。当選者1名には1万円のお小遣いがもらえた人気コーナー。
- 真昼のお料理 - スタジオ観覧者も試食可能。
- スナッピー中継
- 県競馬実況中継
- BSNラジオ競馬中継（中央競馬新潟競馬場で開催されるときは自社制作、新潟非開催日は、県競馬と重複する日を除き、ラジオたんぱ制作の第1放送（関東主場）の中継をそのままネットして、後半4レースの発走時間の前後数分間、レース実況を放送し、その前後に前のレースの結果と、次のレースの払戻金・成績発表があった）
- 弥彦競輪ホット情報
- テーマメッセージ・リクエスト曲 - テーマを設けてリスナーから募集したメッセージを読んだり、リクエスト曲を流す。
- レシートガエル - お買い物でもらったレシート1枚をはがきに貼り応募。合計金額1円～9999円のレシートが参加対象。スタジオでふったサイコロの目の合計と最も近い金額のレシートを送った者が勝者。勝者はレシート金額分の現金がもらえた人気コーナー。(このコーナーではアニメ｢ど根性ガエル｣のBGM｢ゆかいな通学路｣が使われていた。)
- ホーソーカイ - 新潟県弁護士会所属弁護士が身近な法律をわかりやすく解説。
- クイズ私はなんでしょう? - リスナーが電話でクイズに参加。勝者はテレカ、図書券、ビール券など好きな金券3000円分がもらえた人気コーナー。
- ニュース、天気予報、道路交通情報

## 歴代パーソナリティ
- アイ・ウエオ（小松一三）
- 井口ひろし
- 所太郎
- 三波豊和
- 鍵冨徹
- 増山由美子
- 白田彰子
- 中川美希
- テツ（杉原徹）
- 本間香
- 𡈽井里美
- 枦山南美
- 小林恵子

## 受賞歴
- 日本民間放送連盟賞 「第39回生ワイド番組部門優秀」（1990年6月30日放送分。内容は、田上町の護摩堂山の城跡から狼煙（のろし）を上げ、どこまで狼煙が見えるのかをリスナーが電話でスタジオに報告するというもの。）